# حکم دوم
حکم دوم (به عربی: الحکم الثانی ابن عبد الرحمن؛ ۱۳ ژانویهٔ ۹۱۵ ــ ۱ اکتبر ۰۹۷۶)، دومین خلیفه امویان اندلس از سال ۳۵۰ تا ۳۶۶ هجری بود که بعد از مرگ خلیفه عبدالرحمن سوم به خلافت امویان در اندلس رسید.

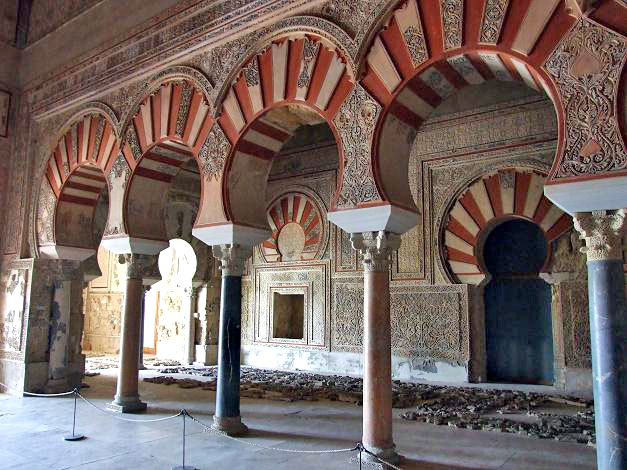
مدینة الزهرا ساخته توسط حکم دوم.